# Puerta Fontinalis

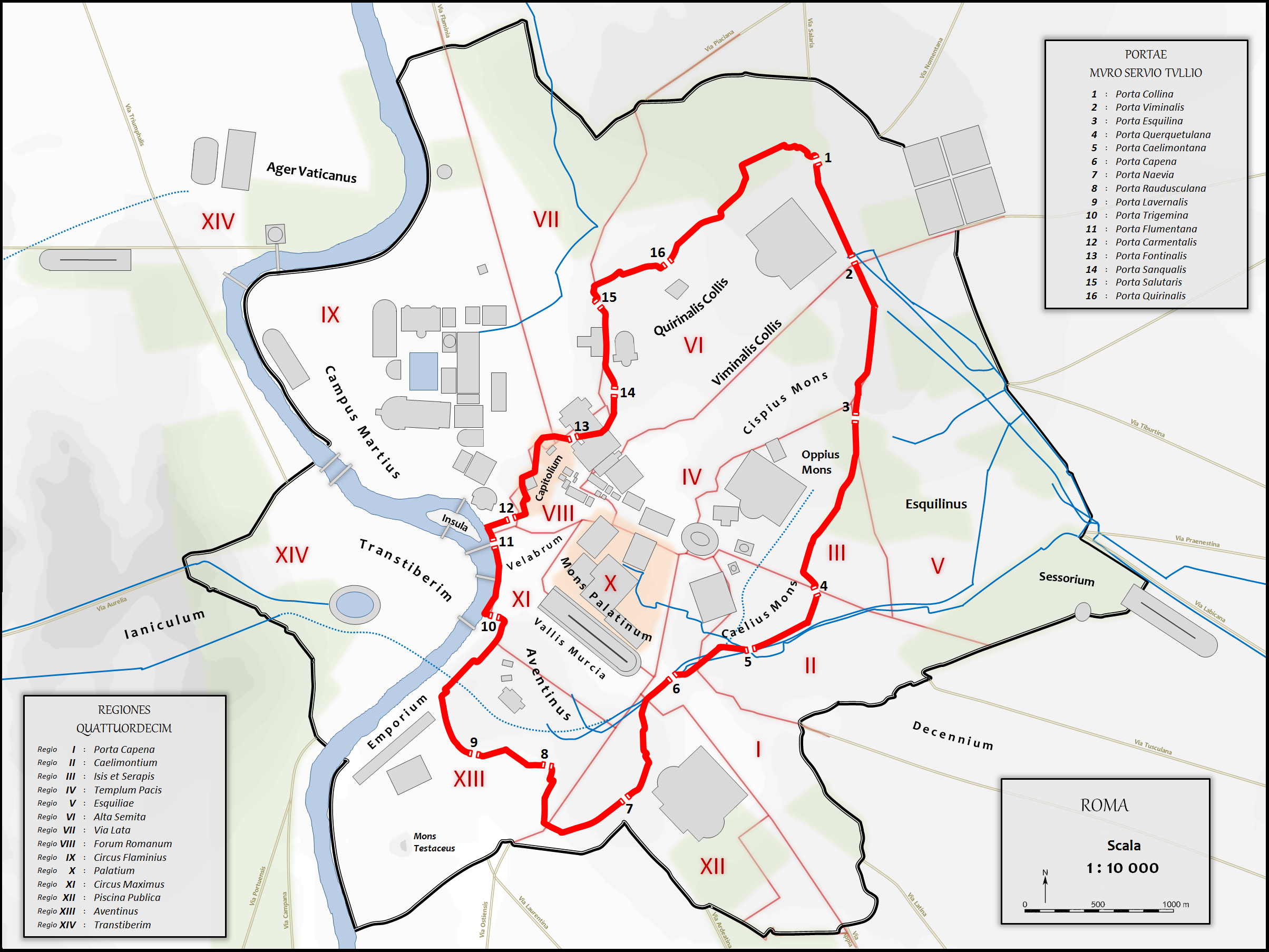
Trazado de la muralla serviana (en rojo) y ubicación de la puerta Fontinalis en el número 13.

La Puerta Fontinalis (en latín: Porta Fontinalis; en italiano: Porta Fontinale) es una de las puertas de la ciudad de las murallas servianas, situada entre la puerta Carmentale y la puerta Sanqualis de Roma.

## Nombre
La puerta, de la que solo es mencionada por dos autores antiguos, y tres inscripciones, se encuentra en la ladera noreste del Capitolio, en el collado que une esta colina con el Quirinal y separa el Campus Martius de la depresión donde se levanta el Foro Romano. La puerta marca el final de la via Flaminia, que conduce al Clivus Argentarius.
La puerta Fontinalis debe su nombre a los manantiales cercanos (fontes), como el que aún se conserva en el nivel más bajo del cercano Tullianum, cuyas aguas se unen a la Cloaca Maxima.
Es posible que tuviera una conexión religiosa con el dios de los manantiales y pozos, conocido como Fonto o Fons (en latín, Fontus) , de quien se celebraban las fiestas Fontinales (en latín, Fontinalia).

## Ubicación
Una hipótesis para la localización más exacta de la puerta se basa en el hecho de que en el lado izquierdo del Vittoriano (en el lado por tanto de la Via del Teatro di Marcello), aproximadamente en el actual Museo del Risorgimento, se pueden distinguir, incrustados en el pavimento moderno, algunos restos, en opus quadratum de toba, de una estructura (anónima, sin embargo) que podría identificarse como la jamba de una puerta.
Otra teoría plantea la hipótesis de que la puerta debería haber estado exactamente en el lado opuesto del Altar de la Patria, es decir, al comienzo de la Via dei Fori Imperiali, en un punto incierto entre el comienzo del antiguo clivo Argentario (la vía aún existente que descendía del Capitolio), y los restos del sepulcro de Cayo Publicio Bíbulo, aún visibles cerca de la fuente, a la izquierda de quienes miran hacia el Altar de la Patria. Basándose en esta hipótesis, uno de los mayores estudiosos de las murallas de Roma, Gösta Säflund, teorizó que podría tratarse de la misma puerta antiguamente llamada Ratumena, que en cualquier caso era un acceso a fortificaciones anteriores a la invasión de los galos en el 390 a. C. y, por tanto, preexistentes a las murallas servianas. Dado que, de hecho, las murallas republicanas en ese tramo coincidían en parte con la antigua fortificación erigida en torno al área Capitolina, la hipótesis de que la Fontinalis pudiera haber sustituido a la Ratumena, o incluso haberse identificado con ella, parece muy factible.
Otra posibilidad (bastante compartida) procede de otro eminente estudioso, Huelsen, que sitúa la Fontinalis al comienzo de la via Flaminia, cuyo antiguo trazado partía del ángulo noreste del Campidoglio (la zona, de hecho, de la tumba de Cayo Publicio Bibulo), para seguir todo el tramo recto que hoy es via del Corso y unirse, más allá de la actual piazza del Popolo y piazzale Flaminio, al tramo urbano de la moderna via Flaminia.

## Historia
En 193 a. C., los ediles de la ciudad Marco Emilio Lépido y Lucio Emilio Paulo mandaron construir un porticus Aemiliana, que unía la puerta con el altar de Marte en el Campo de Marte, al oeste de la via Lata. El pórtico estaba destinado a cubrir el trayecto de los censores desde el Atrium Libertatis, situado justo dentro de las murallas, hasta el altar de Marte, donde se completaba el censo de los ciudadanos romanos.
Las inscripciones que mencionan esta puerta demuestran que seguía en pie, total o parcialmente, durante el Imperio y que era un hito bien conocido en la topografía romana.